# Deuterophysa flavidalis
Deuterophysa flavidalis is een vlinder van de familie van de grasmotten (Crambidae), uit de onderfamilie van de Spilomelinae. De wetenschappelijke naam van deze soort is voor het eerst voorgesteld als Gonopionea flavidalis door George Francis Hampson in een publicatie uit 1918.
De soort komt voor in Colombia.